# Maria de Cleves
Maria de Cleves (em alemão:  Maria von Kleve, em francês:  Marie de Clèves; Cleves, 19 de setembro de 1426 - Chauny, 23 de agosto de 1487) foi uma nobre alemã; Tornou-se duquesa consorte de Orleães ao se casar com Carlos, Duque de Orleães, de quem teve Luís XII de França.

## Família
Maria foi a filha do duque Adolfo I, Duque de Cleves e de sua segunda esposa Maria da Borgonha.
Seus avós paternos eram Adolfo III, Conde de Mark e Duque de Cleves, e Margarida de Jülich. Seus avós maternos eram João, Duque da Borgonha, neto do rei João II de França, e Margarida da Baviera.
Maria teve vários irmãos, entre eles: Inês de Cleves, de jure rainha de Navarra como esposa de Carlos, Príncipe de Viana, João I de Cleves, sucessor do pai no ducado, e Adolfo de Cleves, Senhor de Ravenstein, marido de Beatriz de Coimbra, filha do infante Pedro de Portugal, 1.º Duque de Coimbra.

## Casamento
Em 27 de novembro de 1440, na Abadia de São Bertin, em Saint-Omer, aos 14 anos de idade, Maria se casou com Carlos, Duque de Orleães, filho de Luís de Valois, Duque de Orleães e de Valentina Visconti. O noivo era 35 anos mais velho do que ela.
Ela se tornou sua terceira esposa, pois antes ele havia sido marido de Isabel de Valois, viúva do rei Ricardo II de Inglaterra, e pela segunda vez se casou com Bona de Armagnac, descendente de João II de França.
Maria era uma patrocinadora da literatura, tendo encomendado várias obras, e também era uma poeta, escrevendo baladas e versos.
Após a morte do marido, ela se casou secretamente com um de seus empregados originário de Artois chamado de Sieur de Rabodanges, em 1480, que era alguns anos mais novo que ela.
A duquesa morreu em 23 julho de 1487, aos 59 anos de idade, em Chauny, e foi enterrada na Igreja dos Celestinos, em Paris.

## Filhos
Seus filhos foram:
- Maria de Orleães (19 de dezembro de 1457 - 1493), se tornou condessa de Étampes e viscondessa de Narbona ao se casar com João de Foix. Seus filhos foram: Germana de Foix, rainha consorte de Aragão, Nápoles e Sicília e Gastão de Foix;
- Luís XII de França (27 de junho de 1462 - 1 de janeiro de 1515), sucessor de Carlos VIII de França, sua terceira e última esposa foi Maria Tudor, filha de Henrique VII de Inglaterra e Isabel de Iorque. Teve descendência;
- Ana de Orleães (1464 - 1491), se tornou abadessa de Fontevraud-l'Abbaye em 1477;